# William Gordon Welchman
William Gordon Welchman (Bristol, 15 de junho de 1906 – Newburyport, 8 de outubro de 1985) foi um matemático britânico, professor universitário, criptoanalista durante a Segunda Guerra Mundial em Bletchley Park e escritor. Com o fim da guerra, ele se mudou para os Estados Unidos, onde conseguiu cidadania pouco depois.
William nasceu em Fishponds, Bristol, sendo o mais novo de três filhos do casal William Welchman (1866–1954) e Elizabeth Marshall Griffith. Seu pai era clérigo da Igreja da Inglaterra e foi missionário fora do país até retornar ao país como vigário. Elizabeth, sua mãe, era filha de outro clérigo, o reverendo Edward Moule Griffith.
Estudou no Marlborough College, um internato em Wiltshire e depois cursou matemática no Trinity College, em Cambridge, de 1925 a 1928. A convite do comandante Alastair Denniston, William se juntou à equipe da Government Code and Cypher School, pouco antes do começo da Segunda Guerra Mundial. Era um dos quatro matemáticos recrutados - Alan Turing, Hugh Alexander e Stuart Milner-Barry, com a entrada de Joan Clarke posteriormente.